# Klonówka
Klonówka este o arie protejată (sit de importanță comunitară — SCI) din Polonia întinsă pe o suprafață de 154,82 ha, integral pe uscat.

## Localizare
Centrul sitului Klonówka este situat la coordonatele 49°53′02″N 21°33′45″E / 49.8838°N 21.5624°E.

## Înființare
Situl Klonówka a fost declarat sit de importanță comunitară în octombrie 2009 pentru a proteja 2 specii de animale.

## Biodiversitate
Situată în ecoregiunea continentală, aria protejată conține 5 habitate naturale: Fânețe de joasă altitudine (Alopecurus pratensis, Sanguisorba officinalis), Păduri de fag Luzulo-Fagetum, Păduri de fag Asperulo-Fagetum, Păduri de stejar și carpen Galio-Carpinetum, Păduri aluvionare cu Alnus glutinosa și Fraxinus excelsior (Alno-Padion, Alnion incanae, Salicion albae).
La baza desemnării sitului se află mai multe specii protejate de  amfibieni (2): izvoraș-cu-burta-galbenă (Bombina variegata), Triturus montandoni.